# جوان هاريس

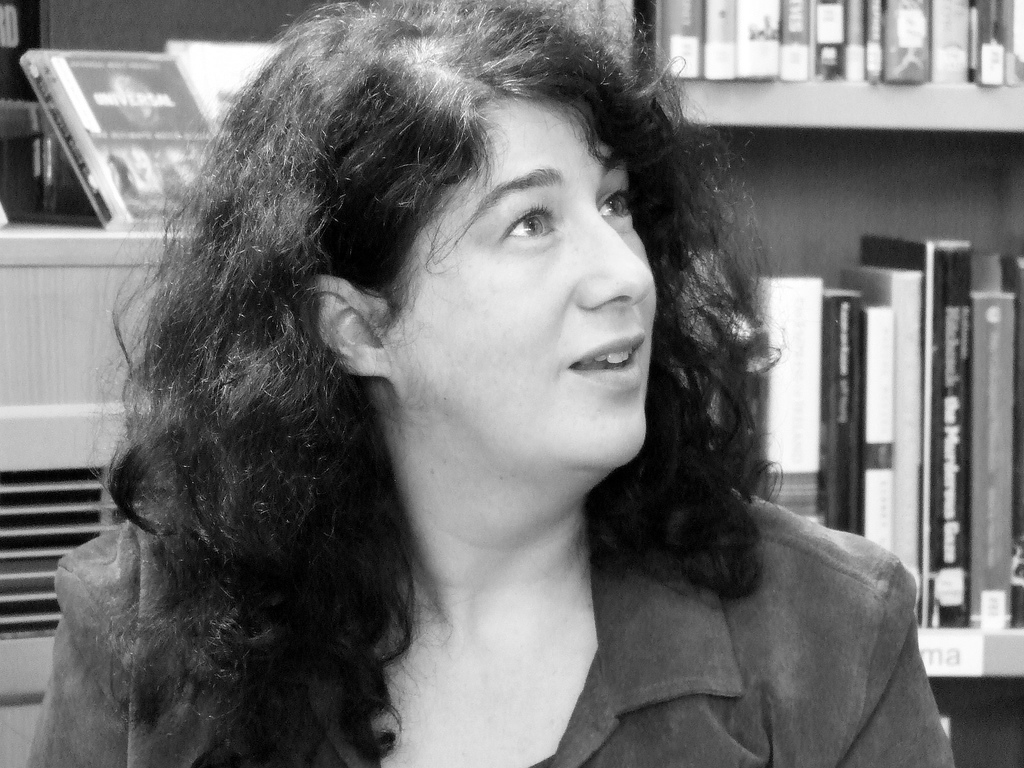

جوان هاريس (بالإنجليزية Joanne Harris) كاتبة بريطانية ولدت في فرنسا 3 تموز عام 1964 .
روايتها الأولة هي هية بذرة الشيطان نشرت في عام 1989 وحققت الكثير من الجوائز

## رواياتها
- بذرة الشيطان (1989)
- نامي يا اختي الشاحبة (1993)
- رواية شوكولا (1999)
- خمر التوت
- المطبخ الفرنسي، (كتاب طبخ) 2002
- الحمقى المقدسون (2004)
- لطفاء ولاعبون (2005)

## روابط خارجية
- جوان هاريس على موقع IMDb (الإنجليزية)
- جوان هاريس على موقع ميوزك برينز (الإنجليزية)
- جوان هاريس على موقع إن إن دي بي (الإنجليزية)
- جوان هاريس على موقع قاعدة بيانات الفيلم (الإنجليزية)